# Ganderkesee
Ganderkesee is een gemeente in de Duitse deelstaat Nedersaksen. De gemeente maakt als selbständige Gemeinde deel uit van het Landkreis Oldenburg. Ganderkesee telt 31.502 inwoners. Naburige gemeenten zijn onder andere Dötlingen, Großenkneten en Harpstedt.

## Delen van de gemeente
De gemeente is onderverdeeld in 25 Ortsteile, te weten:
- Almsloh (746 inwoners, oktober 2019,[2])
- Bergedorf (386)
- Bookholzberg (met 5.145 inwoners na Ganderkesee zelf de grootste plaats)
- Bookhorn (1.162)
- Bürstel (356)
- Elmeloh (1.512)
- Falkenburg (672)
- Ganderkesee, de hoofdplaats van de gemeente (9.655)
- Grüppenbühren (414)
- Habbrügge (291)
- Havekost (171)
- Heide (3.800)
- Hengsterholz (280)
- Hohenböken (361)
- Holzkamp (128)
- Hoyerswege (361)
- Hoykenkamp (1.264)
- Immer (409)
- Neuenlande (460)
- Rethorn (1.320)
- Schierbrok (1.598)
- Schlutter  (261)
- Schönemoor (425)
- Steinkimmen (296)
- Stenum (1.139)

Totaal gehele gemeente, oktober 2019, 32.612 inwoners.
www.unser-stadtplan.de/stadtplan/ganderkesee/kartenstartpunkt/stadtplan-ganderkesee.map Website met plattegrond van de gemeente, waarop de ligging der diverse Ortsteile t.o.v. de plaats Ganderkesee zelf is te vinden

## Ligging, verkeer, vervoer

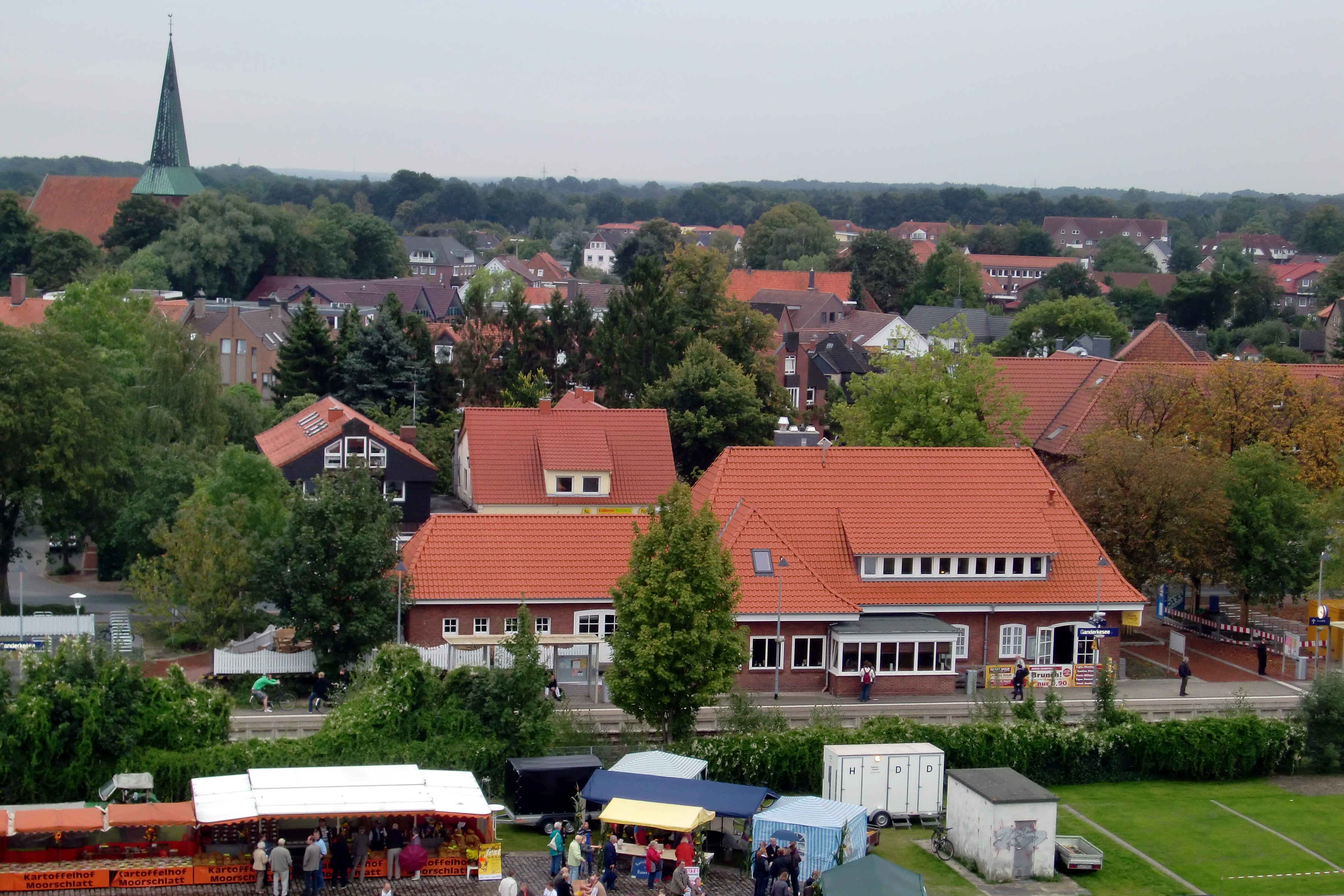
Station Ganderkesee (2010)
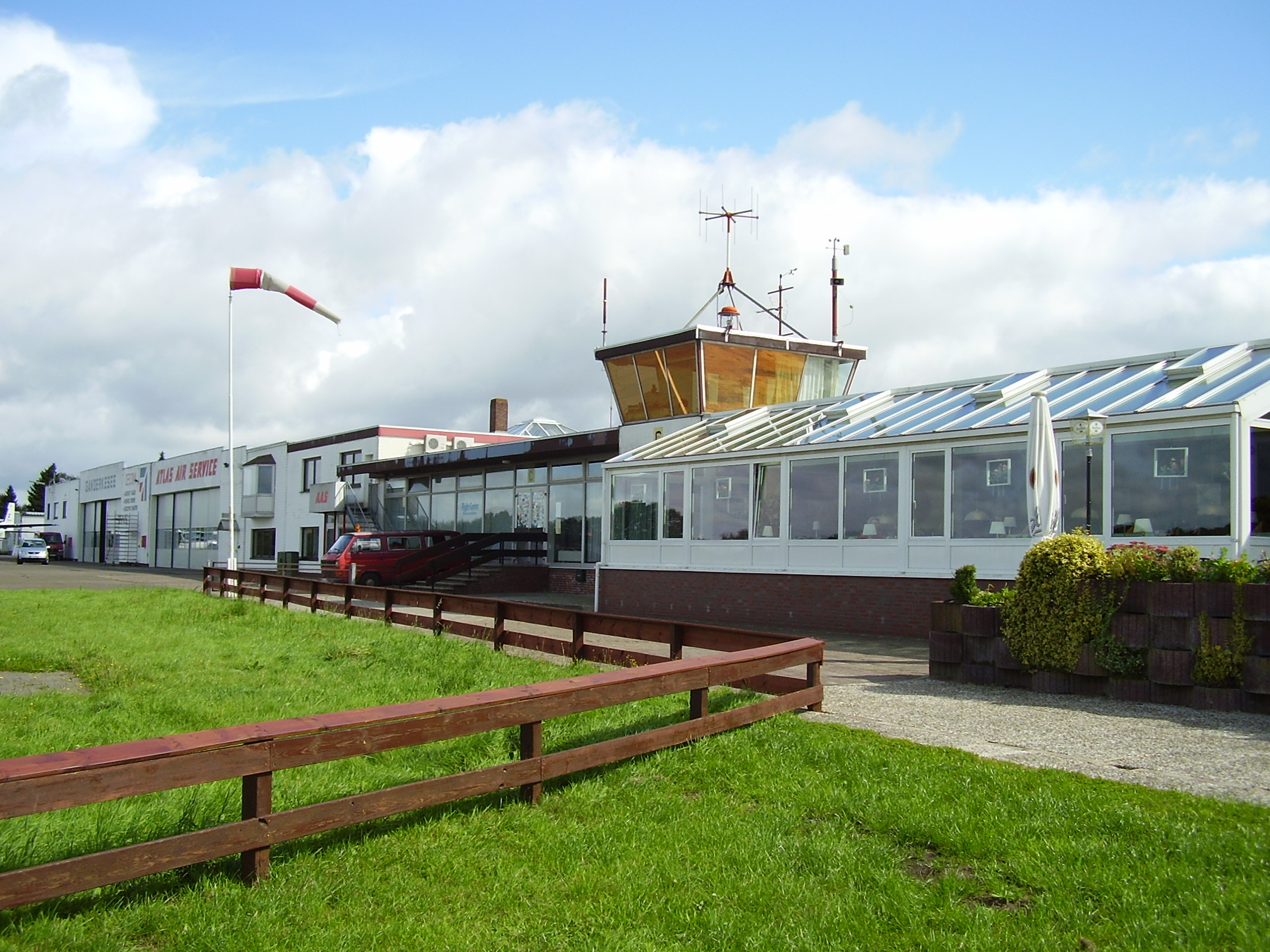
Vliegveld Ganderkesee

De gemeente Ganderkesee ligt aan de noordrand van het qua landschap sterk op de Nederlandse provincie Drenthe gelijkende Naturpark Wildeshauser Geest. De plaatsen Hude en Delmenhorst liggen ten noorden van Ganderkesee en scheiden het van het polderland langs de benedenloop van de Wezer. Het belangrijkste van de beken en riviertjes in de gemeente is de Delme, die oostelijk langs de Ortsteile Holzkamp en Schlutter loopt.
Ganderkesee wordt doorkruist door de Autobahn A28 Leer (Oostfriesland)- Stuhr. Afrit 19 Ganderkesee en 20 Ganderkesee-Ost/Delmenhorst-West liggen binnen de gemeentegrenzen.
Dicht bij het 17 km zuidwestelijker gelegen Wildeshausen is afrit 62 van de Autobahn A1 Bremen- Osnabrück.
Ganderkesee heeft een station aan de spoorlijn van Delmenhorst (overstapmogelijkheid naar Bremen) naar Hesepe, gemeente Bramsche (overstapmogelijkheid naar Osnabrück). 
De Regio-S-Bahn Bremen/Niedersachsen, de regionale tram/metro/lightrail van Bremen en omgeving,  heeft in de gemeente, op de lijnen RS3 en RS4, halteplaatsen in Bookholzberg, Schierbrok en Hoykenkamp.
Op 2 km ten westen van de plaats Ganderkesee ligt een klein vliegveld, Flugplatz Ganderkesee (ICAO-code EDWQ). Het heeft een verharde start- en landingsbaan met een lengte van 835 meter. Ter plaatse is een bedrijf gevestigd, waar men kleine Cessna-vliegtuigen kan kopen en laten  onderhouden en repareren. Het vliegveldje heeft een vergunning voor nachtvluchten (waardoor prominente Bremers met een privé-vliegtuig er graag gebruik van maken)  en een parachutistenschool.

## Economie
De gemeente beschikt over diverse bedrijfsterreinen, waar veel midden- en kleinbedrijf is gevestigd.
De ligging bij het Naturpark Wildeshauser Geest maakt dat er ook enig toerisme is. Ook zijn er enige wellness-inrichtingen, voor het bezoek waaraan cliënten uit Bremen en Delmenhorst een dagje uit in de gemeente vastknopen. Onder andere het grote openbare zwembad, met direct ernaast een saunacomplex, trekt ook bezoekers van buiten de directe omgeving.
Ten slotte is ook de landbouw nog van enig belang. Een deel van de bevolking bestaat uit forensen, die hun werkkring in Bremen of Delmenhorst hebben.

## Geschiedenis
In 860 werd Ganderkesee als Gandrikesarde, en het iets oostelijker gelegen Schlutter als villa Slutria voor het eerst genoemd. De naam Ganderkesee is afgeleid van iemand, die Ganderik heette, of van een mannetjesgans. Op deze laatste etymologie is de gans in het gemeentewapen gebaseerd. In 1052 werd de eerste  aan St. Cyprianus en Cornelius gewijde kerk van Ganderkesee gebouwd; het dorp kreeg tegelijk het recht, om telkens op 14 september een jaarmarkt te houden; de kerk werd in de 15e eeuw vernieuwd. In 1214 liet de aartsbisschop van Bremen te Schlutter een kasteel bouwen; in 1230 werd het door de opstandige boeren van Stedingen verwoest en direct daarna herbouwd; in 1234 werd het kasteel tijdens de Kruistocht tegen de Stedingers opnieuw door de Friezen van Stedingen verwoest, en ditmaal niet weer opgebouwd.
Alle dorpen in de gemeente zijn ontstaan in de middeleeuwen rond oude kerken of ontginningen, vaak geïnitieerd door de aartsbisschoppen van Bremen, die eeuwenlang de landheren waren.
De gehele gemeente werd in de periode 1600-1900 met veel armoede en ellende geconfronteerd. Oorlogen, o.a. de Dertigjarige Oorlog van 1618-1648, epidemieën van besmettelijke ziekten, grote branden en natuurrampen verhinderden, dat de bevolking tot enige welvaart kwam. In de 19e eeuw was het niet ongewoon, dat jonge mannen uit het gebied in de lente en de zomer in Holland als hannekemaaier of als matroos werkten. Vanaf ca. 1850 gingen de mannen vaak op Bremer schepen als matroos varen. 
Het in het noorden van de gemeente gelegen  dorp Rethorn had in de wijk Kamern van 1890-1962 een grote baksteenfabriek.
Pas met de komst van de spoorwegen en de kunstmest, die het mogelijk maakte, de arme zandgronden als akkerland te gebruiken, trad verbetering van de economische situatie in. Het oorspronkelijke landschap -heide- was in het verleden door overbegrazing met schapen veranderd in zandverstuivingen; deze werden in de 19e en vroege 20e eeuw beplant met dennen, die tevens timmerhout opleverden. Al deze dennenbossen werden bij de storm van 13 november 1972 omgeblazen, zodat weer kale vlaktes ontstonden.
Van 1937 tot 1942 was in Ortsteil Hoykenkamp een fabriek van militaire helikopters gevestigd, Focke-Achgelis. Deze werd door een geallieerd bombardement in de Tweede Wereldoorlog verwoest en daarna naar elders verplaatst.

### Stedingsehre
In Bookholzberg werd, ter herinnering aan de slag bij Altenesch, waarbij in 1234 de troepen van de bisschop van Bremen de Friezen van Stedingen versloegen (zie ook: kruistocht tegen de Stedingers), door de nazi's in 1934  een "nazi-cultusplaats" met de naam Stedingsehre ingericht. Deze bestond uit een openluchttheater, door de nazi's Thingstätte genoemd,  waar o.a. in 1935 en 1937 ten aanschouwen van tienduizenden toeschouwers zgn. Thingspiele plaatsvonden. Dit waren toneelstukken, waarin de deugden van de Germaanse voorouders, en in het algemeen de normen en waarden van de Blut und Boden-ideologie werden verheerlijkt. In 1939 vond er nog een nazistisch zomer-zonnewendefeest plaats. Rondom de plek van dit theater werd ook een dorp in Oud-Duitse stijl nagebouwd, waarvan de dorpskerk in de Tweede Wereldoorlog door een geallieerd bombardement verloren ging. Na 1945 bleef een deel van het complex bewaard. Het gehele terrein is, ter voorkoming van ongewenst bezoek door met name neo-nazi's, streng verboden voor onbevoegden. In de gebouwen is nu een van de ruim 20 Duitse Berufsförderungswerke gevestigd. Een Berufsförderungswerk is een instelling, waar lichamelijk en/of verstandelijk gehandicapten volgens een aangepast scholings- en trainingsprogramma worden opgeleid voor een volwaardig beroep.

## Bezienswaardigheden
- De St. Cyprianus- en Corneliuskerk  in Ganderkesee, gebouwd in de 15e eeuw, met een fraai orgel, gebouwd in 1699 door de beroemde orgelbouwer Arp Schnitger; de nu evangelisch-lutherse kerk is na zware oorlogsschade in de Tweede Wereldoorlog in de jaren 1950 hersteld.
- De St. Catharina-kerk (1324) in het dorp  Schönemoor is een goed bewaard gebleven gotische dorpskerk. De nu evangelisch-lutherse kerk was oorspronkelijk gewijd aan de heilige Catharina van Alexandrië.
- Het natuurgebied Hasbruch ligt gedeeltelijk in deze gemeente.
- De hunebedden Hünensteine von Steinkimmen in het uiterste westen van de gemeente en Große Steine von Stenum in het noorden van de gemeente.
- De prehistorische grafheuvel op de Hexenberg moest in de jaren 1960 wijken voor het vliegveld van de gemeente. Bij het vliegveld is één grafmonument (gerestaureerd) nog aanwezig.

## Trivia
Ganderkesee is een van de weinige gemeenten in Noordwest-Duitsland, waar uitbundig carnaval gevierd wordt. De traditie gaat ten minste terug tot het jaar 1951. De feestelijkheden zijn geënt op de carnavalsgebruiken van Mainz en Keulen, met o.a. een grote optocht in het carnavalsweekeinde. Opvallend is, dat het carnaval er de Zuidduitse naam Fasching draagt.

## Partnergemeentes
Ganderkesee onderhoudt jumelages met:
- Château-du-Loir (tegenwoordig: Montval-sur-Loir) in Frankrijk, sedert 1979
- Pułtusk in Polen, sedert 2018

## Belangrijke personen in relatie tot de gemeente

### Overleden
- Renate Kern (1945-1991 te Hoyerswege), Duits schlager- en countryzangeres, ook bekend onder de pseudoniemen Nancy Wood en Nathalie de Navarre.

### Overig
- Werner Lüdeke (*1937), musicus, was tientallen jaren zeer actief in het muziekleven van de gemeente
- Gerd Wiltfang (1946-1997) Duits springruiter; groeide op in Schierbrok; ligt begraven in Bookholzberg
- Sandra Auffarth (*1986), Duits eventing-amazone, groeide op op de manege van haar ouders te Bergedorf

## Galerij

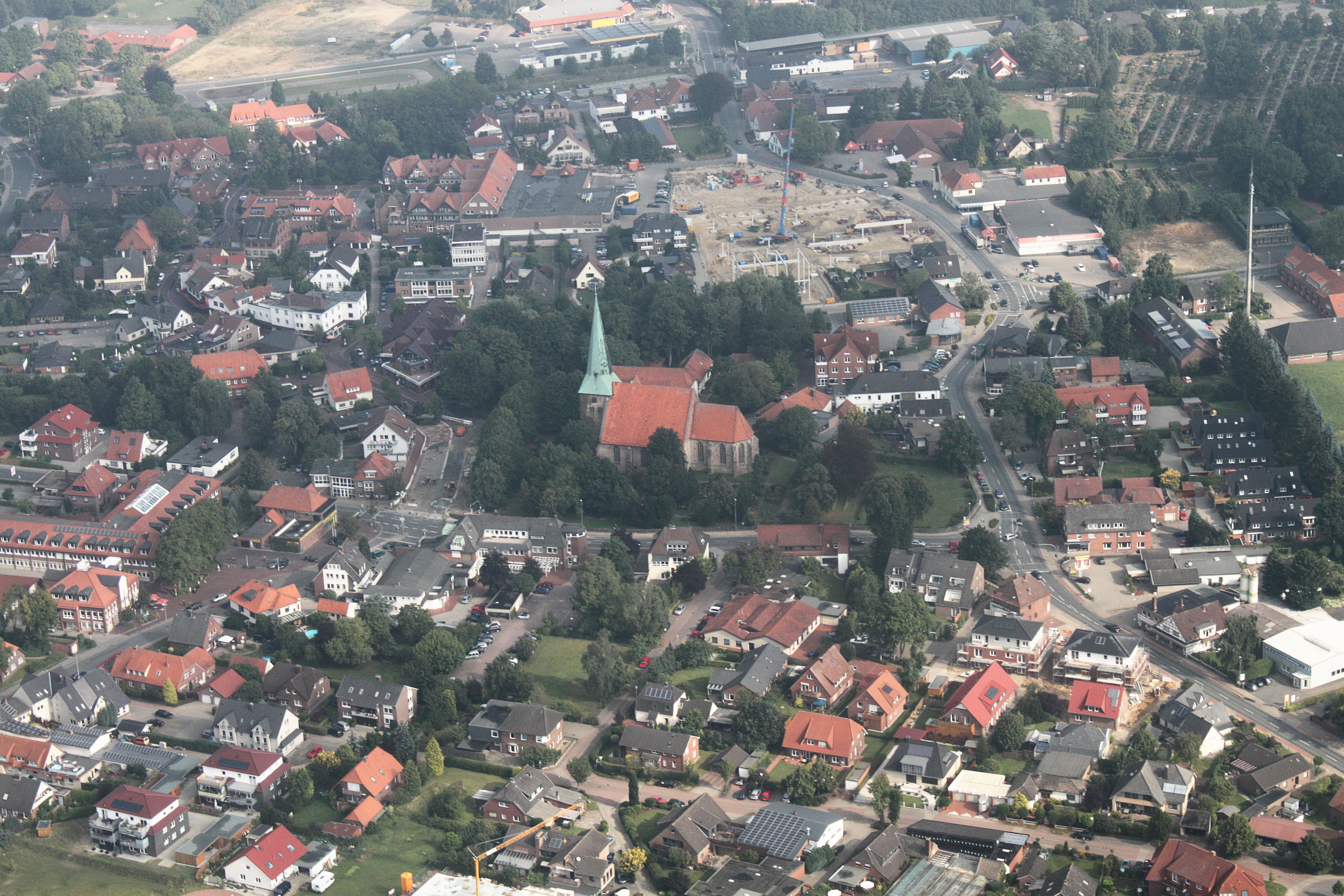
Luchtfoto van Ganderkesee
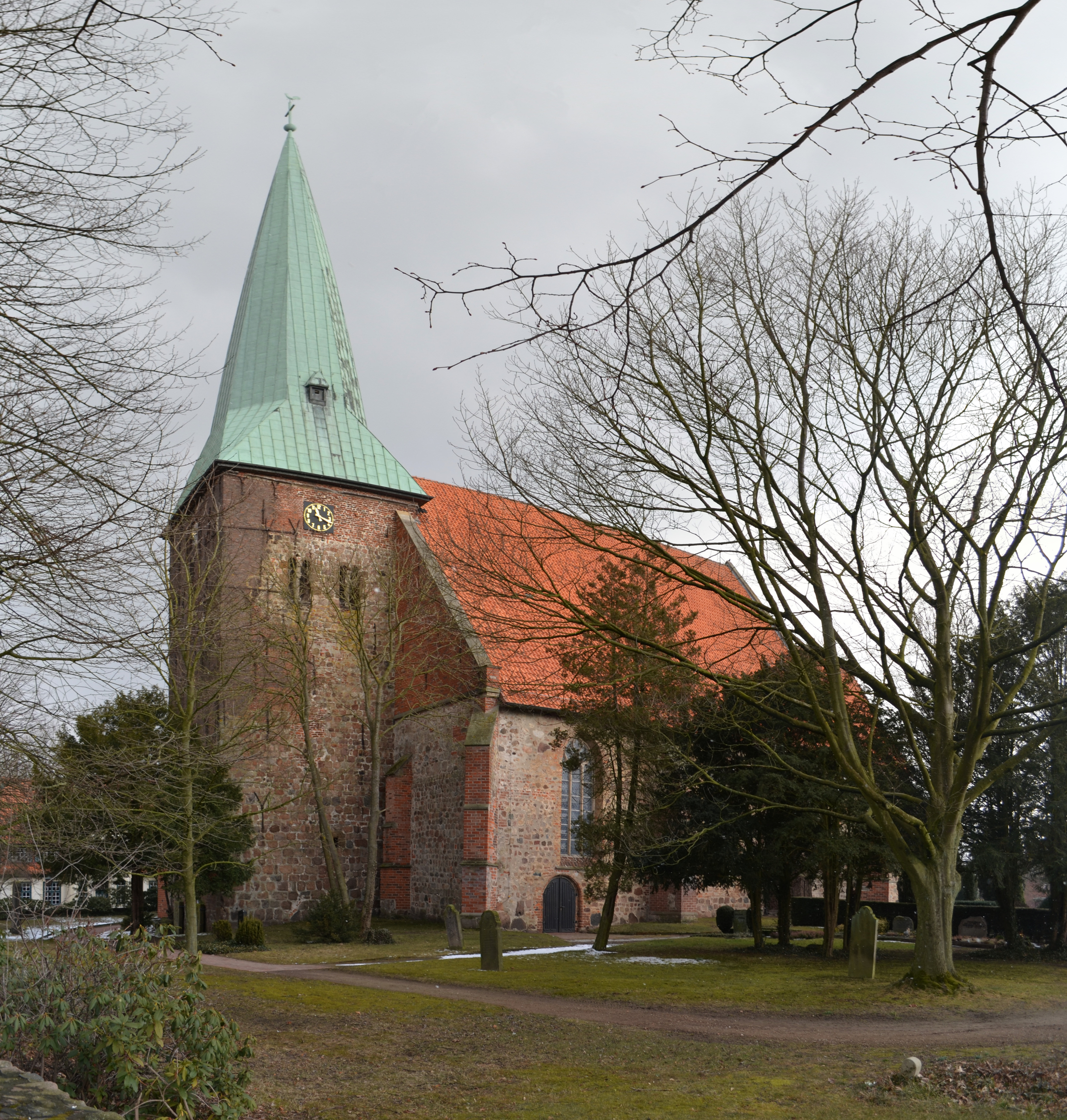
St. Cyprianus- en Corneliuskerk Ganderkesee
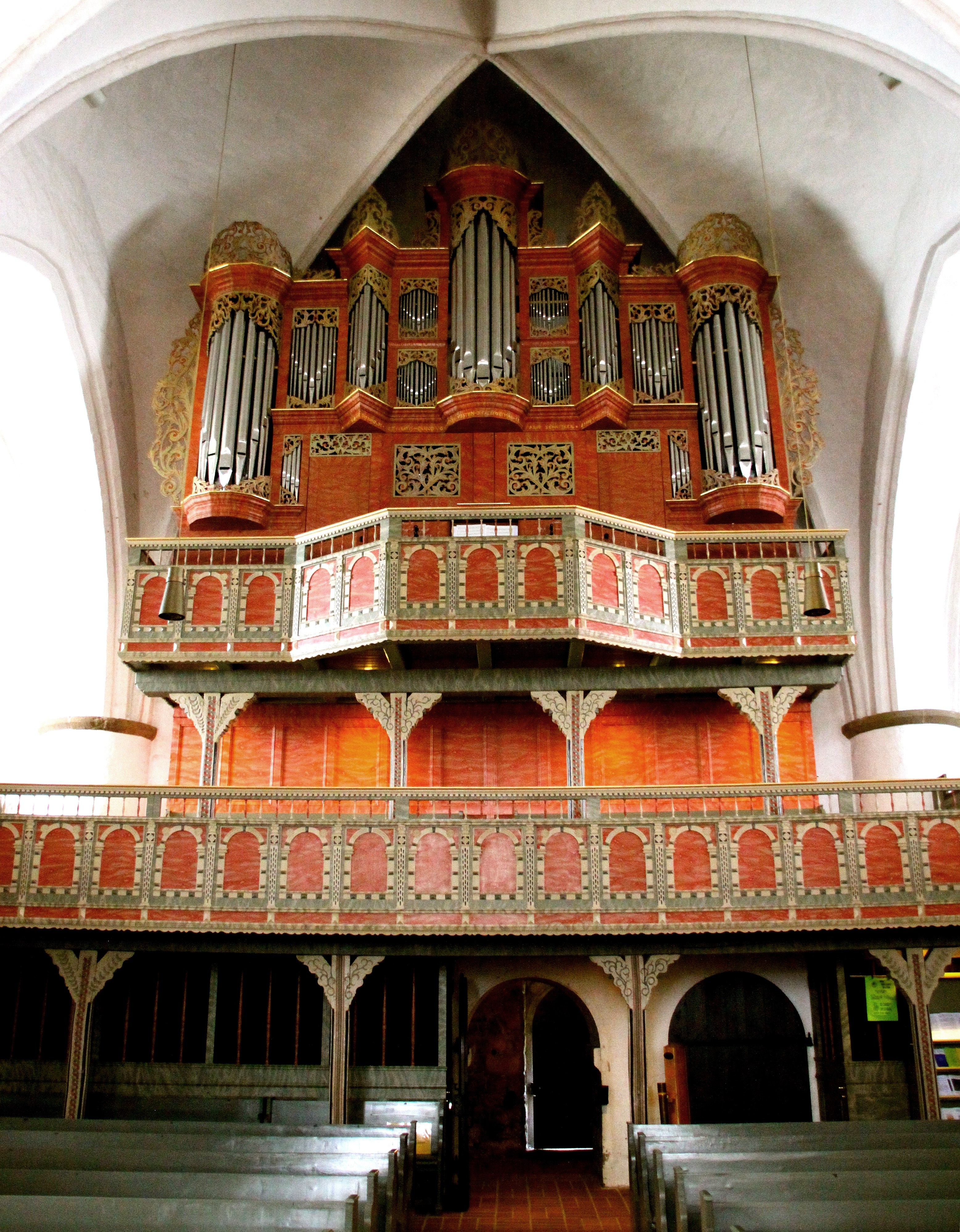
Het Arp Schnitger-orgel in de St. Cyprianus- en Corneliuskerk
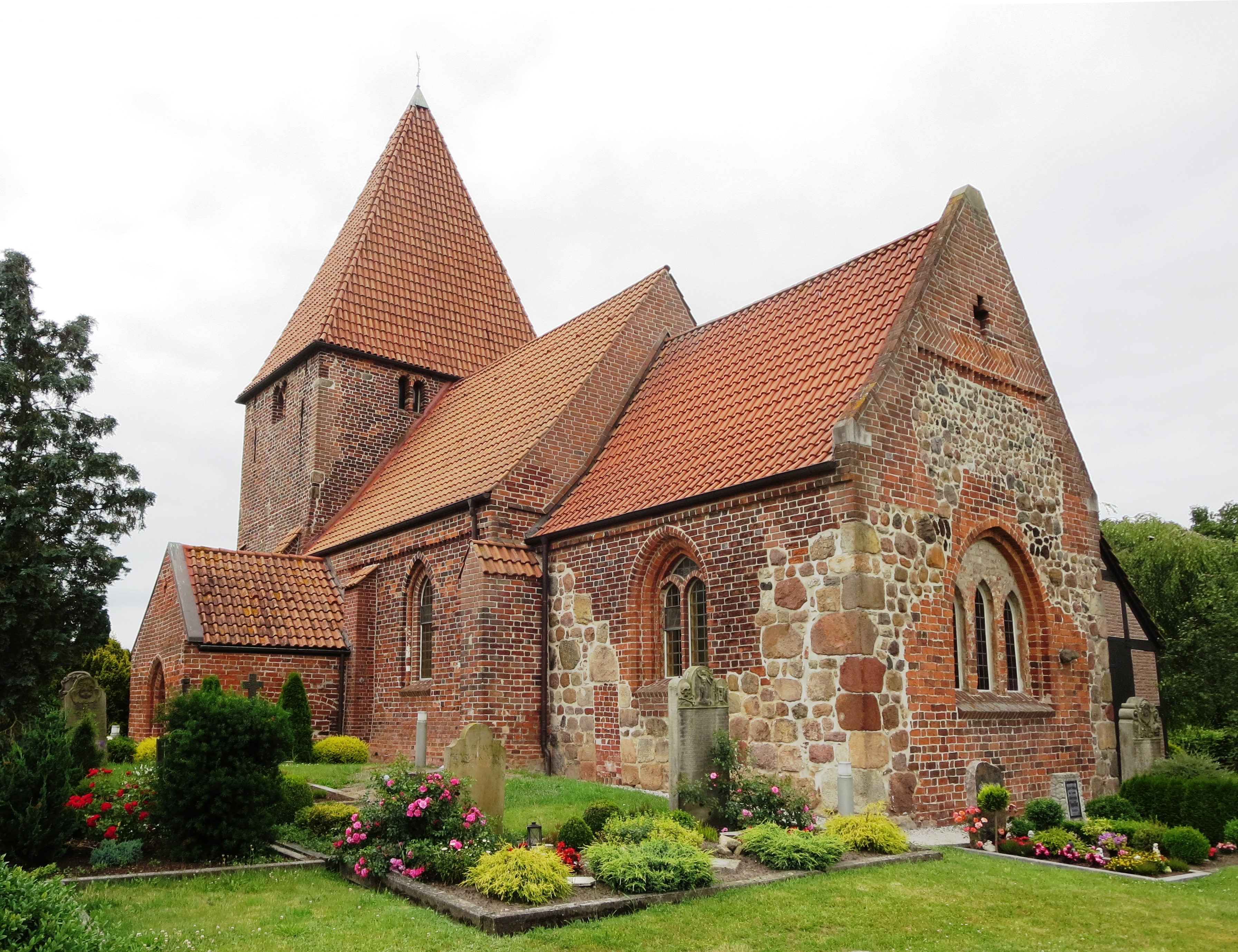
St. Catharina-kerk Schönemoor
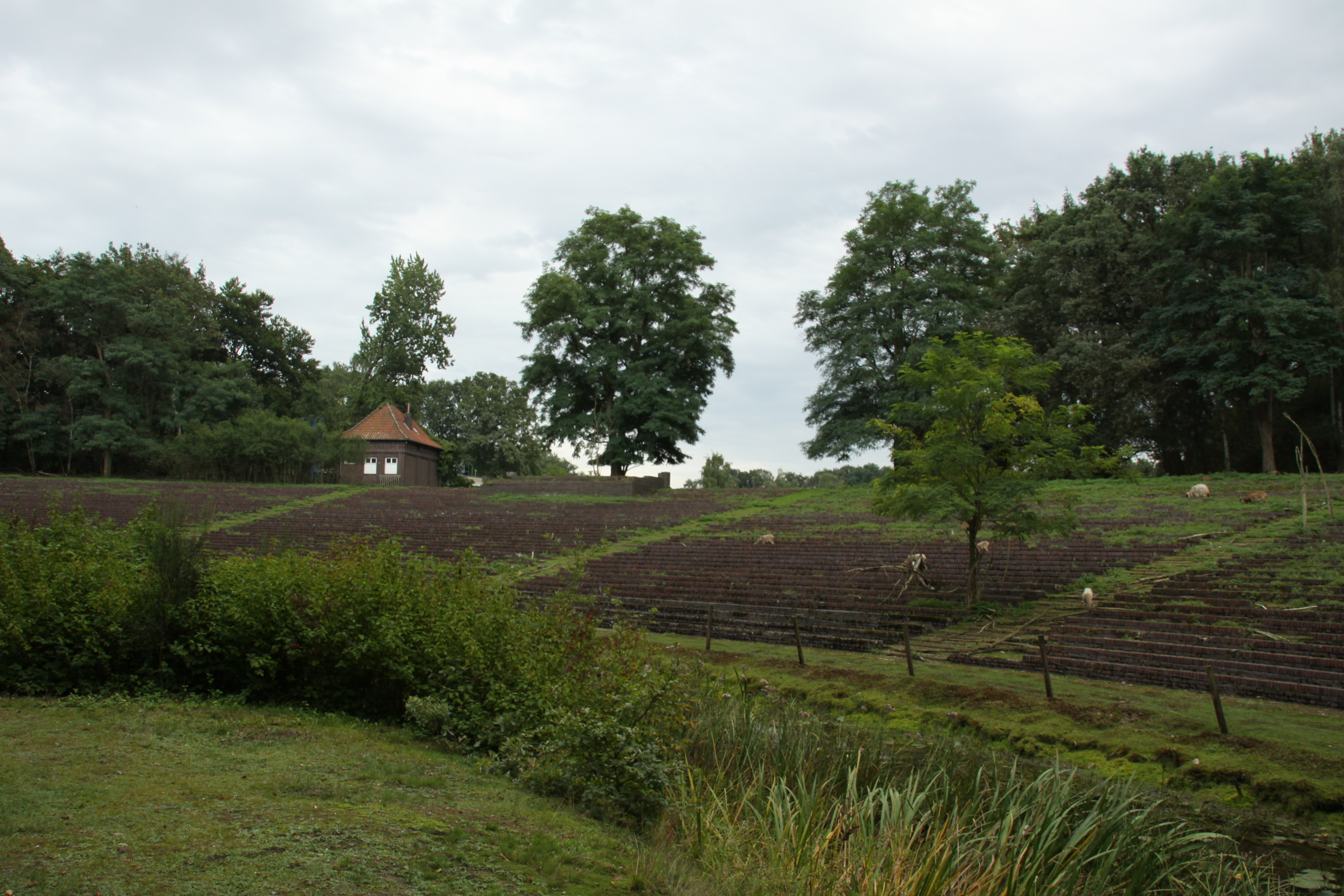
Restant, o.a. tribune, van het Stedingsehre-terrein (2010)
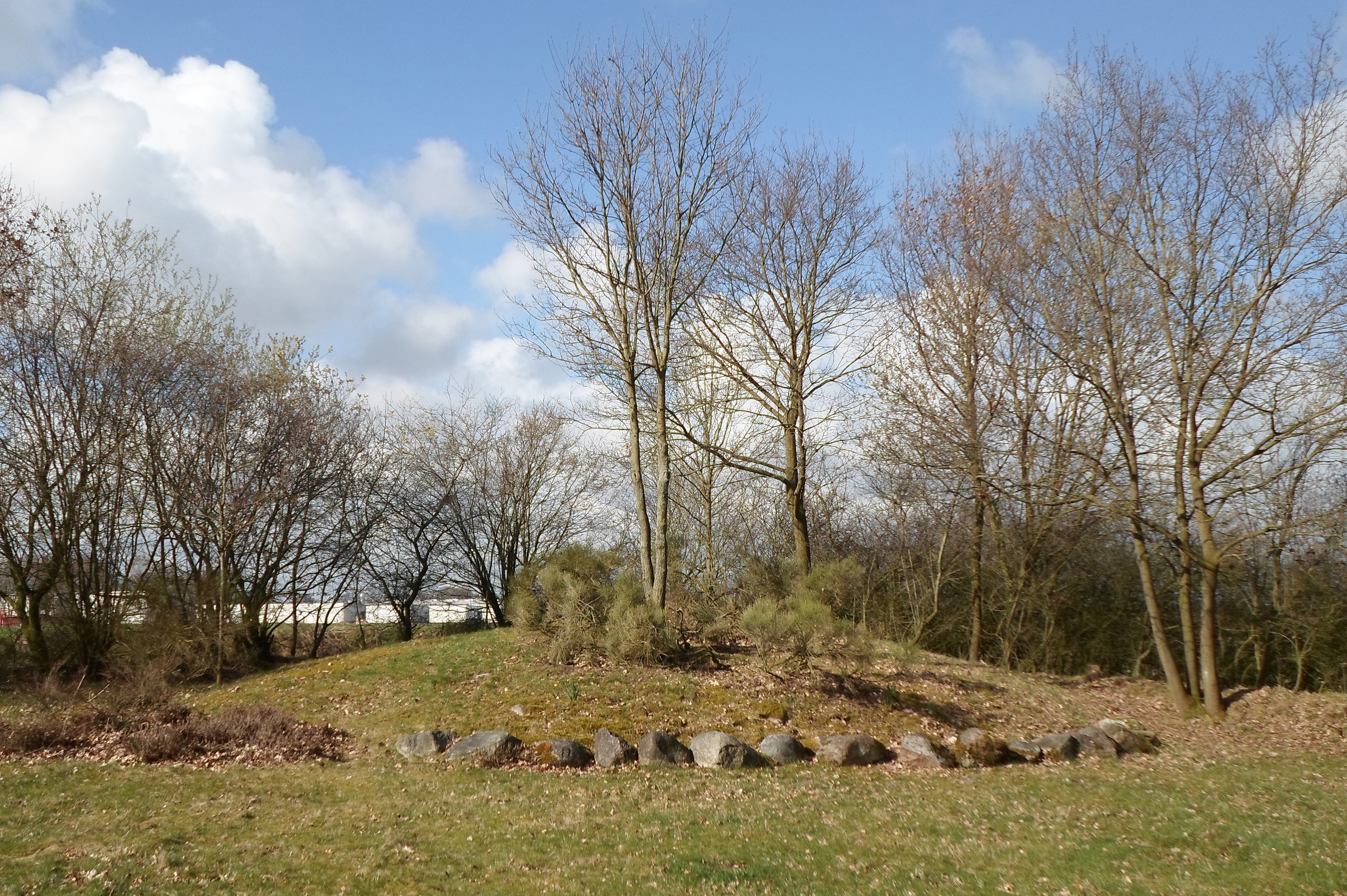
Megalietgraf bij de  Hexenberg
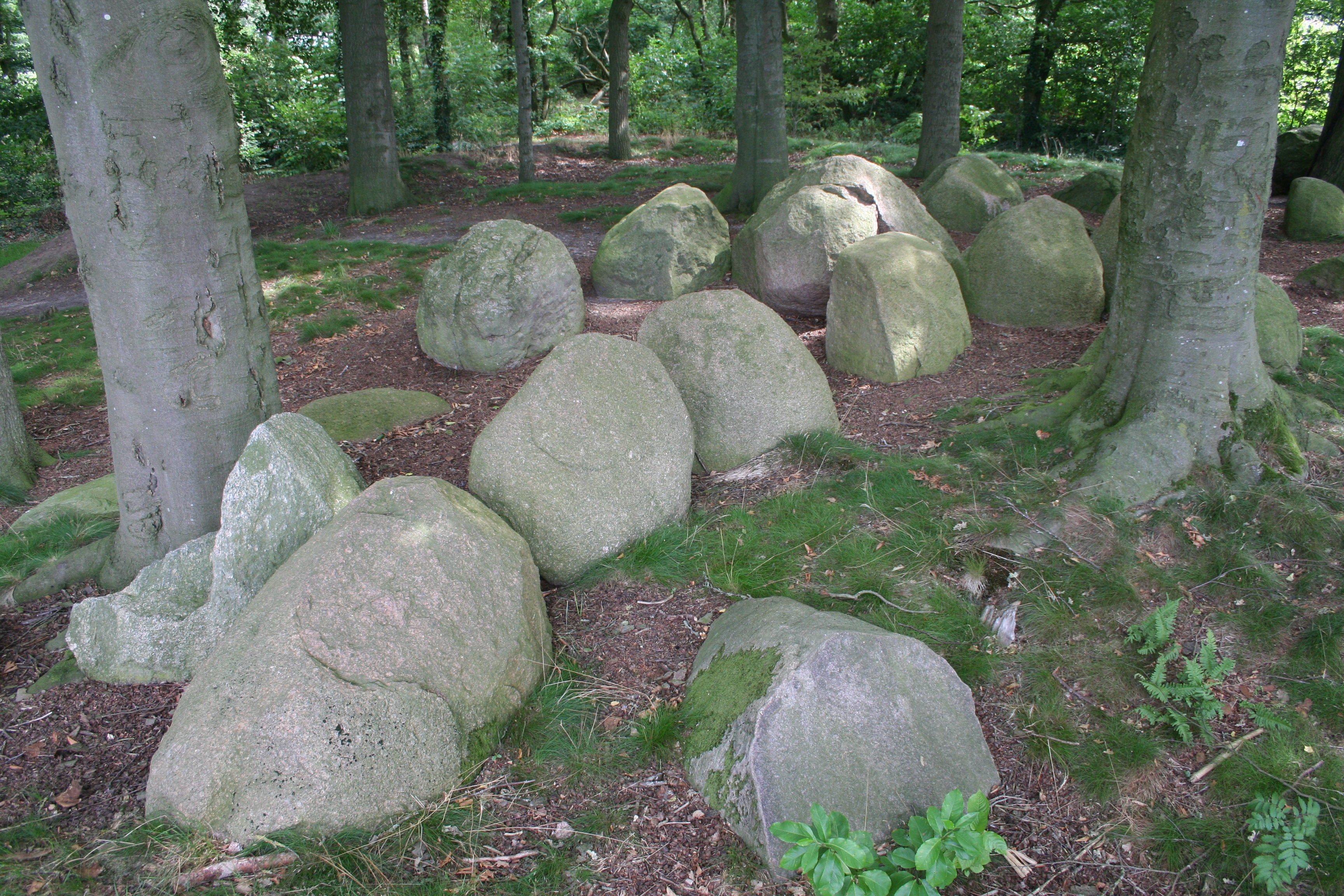
Hunebed Steinkimmen I (Sprockhoff-nr. 927)
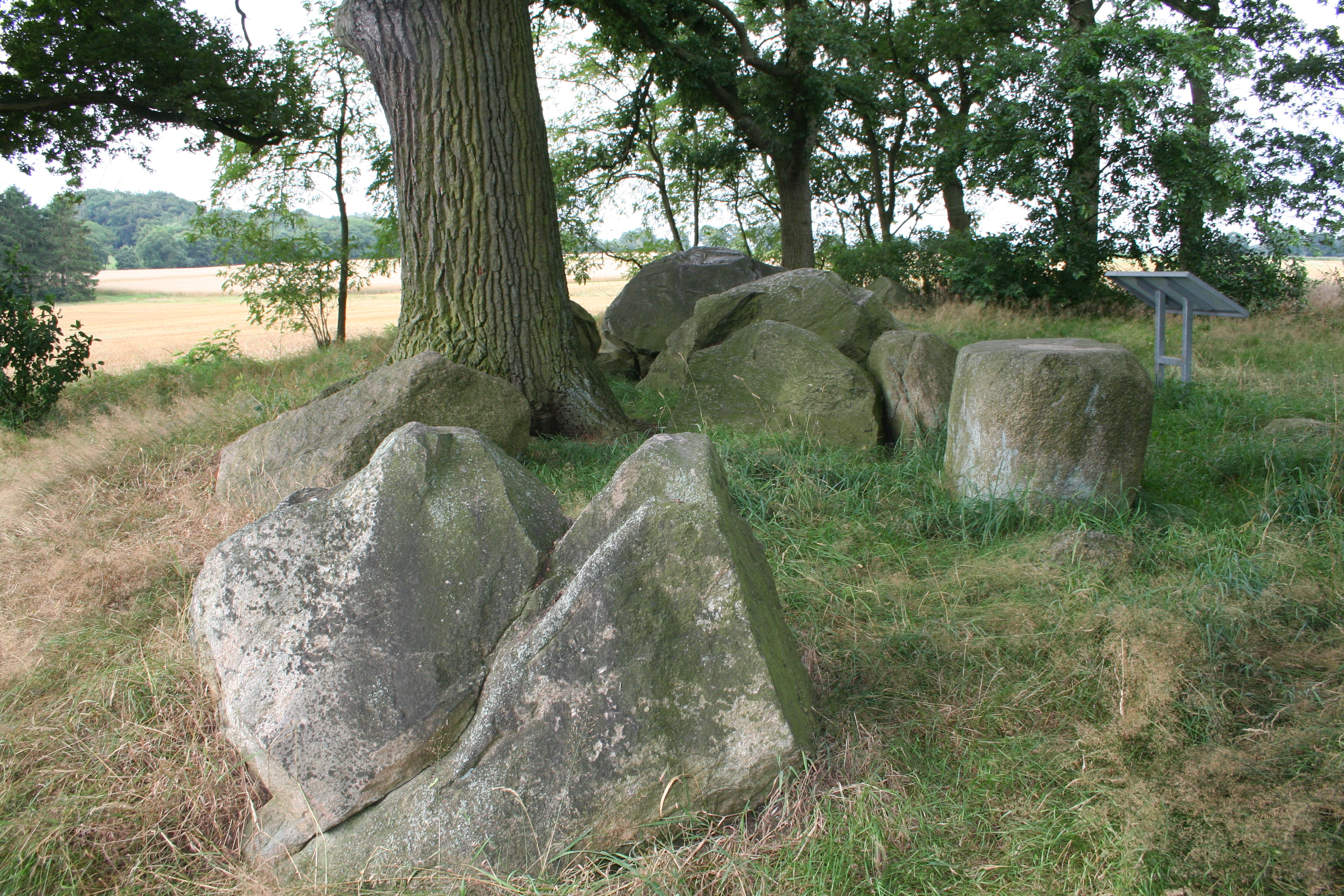
Große Steine von Stenum (Sprockhoff-nr. 930)
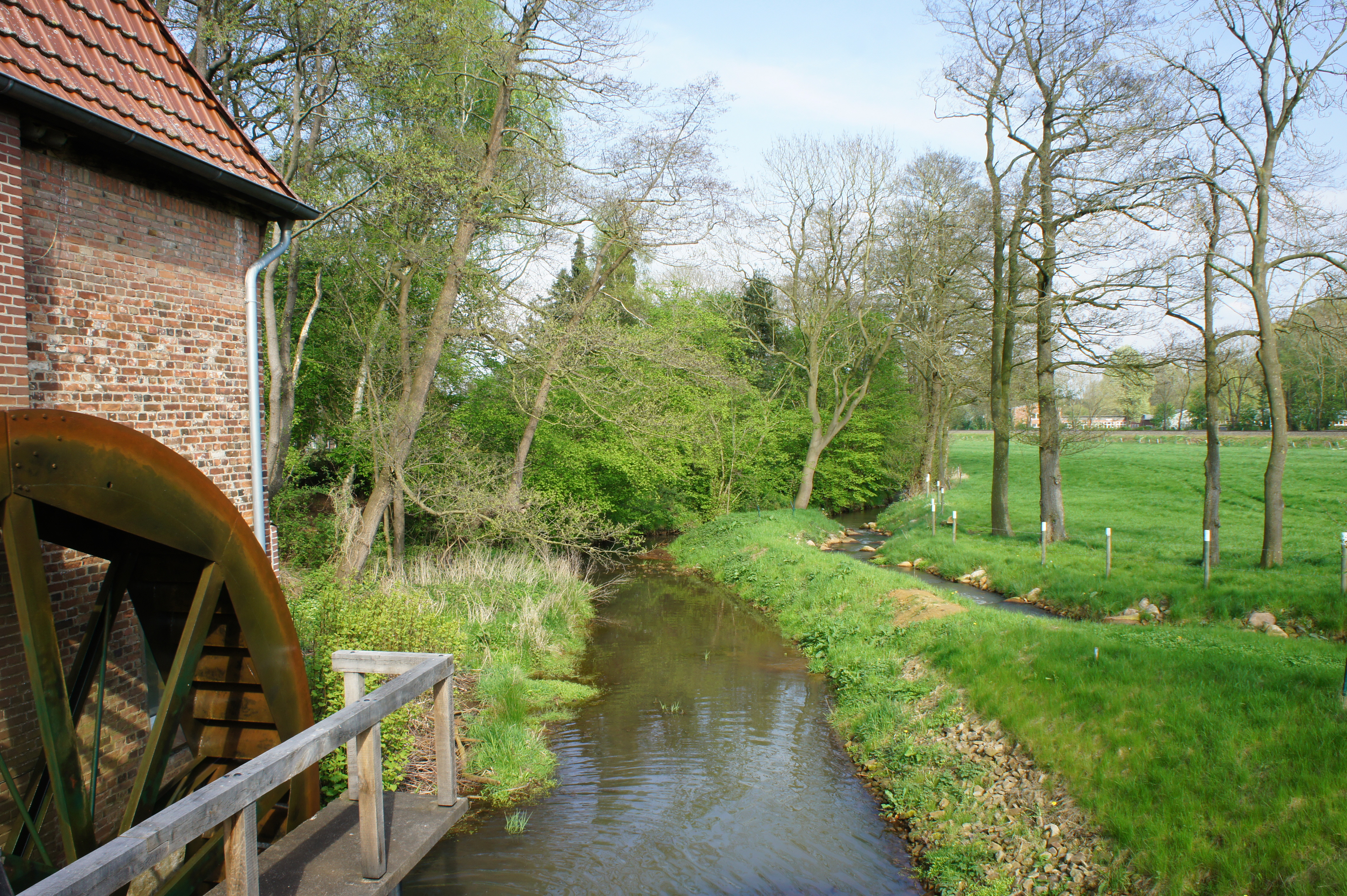
De beek Welse bij de Elmeloher Watermolen, vlakbij afrit 20 van de A28, ten noordoosten van Ganderkesee

- Gemeinsame Normdatei: 4019217-9
- Library of Congress Control Number: n80093334
- MusicBrainz: beca2857-a1ef-4db0-aab4-4bbe4d4c22de
- Nationale Bibliotheek van Israël: 987007554926305171
- Virtual International Authority File: 159446566

Beckeln · 
Colnrade · 
Dötlingen · 
Dünsen · 
Ganderkesee · 
Groß Ippener · 
Großenkneten · 
Harpstedt · 
Hatten · 
Hude (Oldb) · 
Kirchseelte · 
Prinzhöfte · 
Wardenburg · 
Wildeshausen · 
Winkelsett